# Nullmodem-Kabel

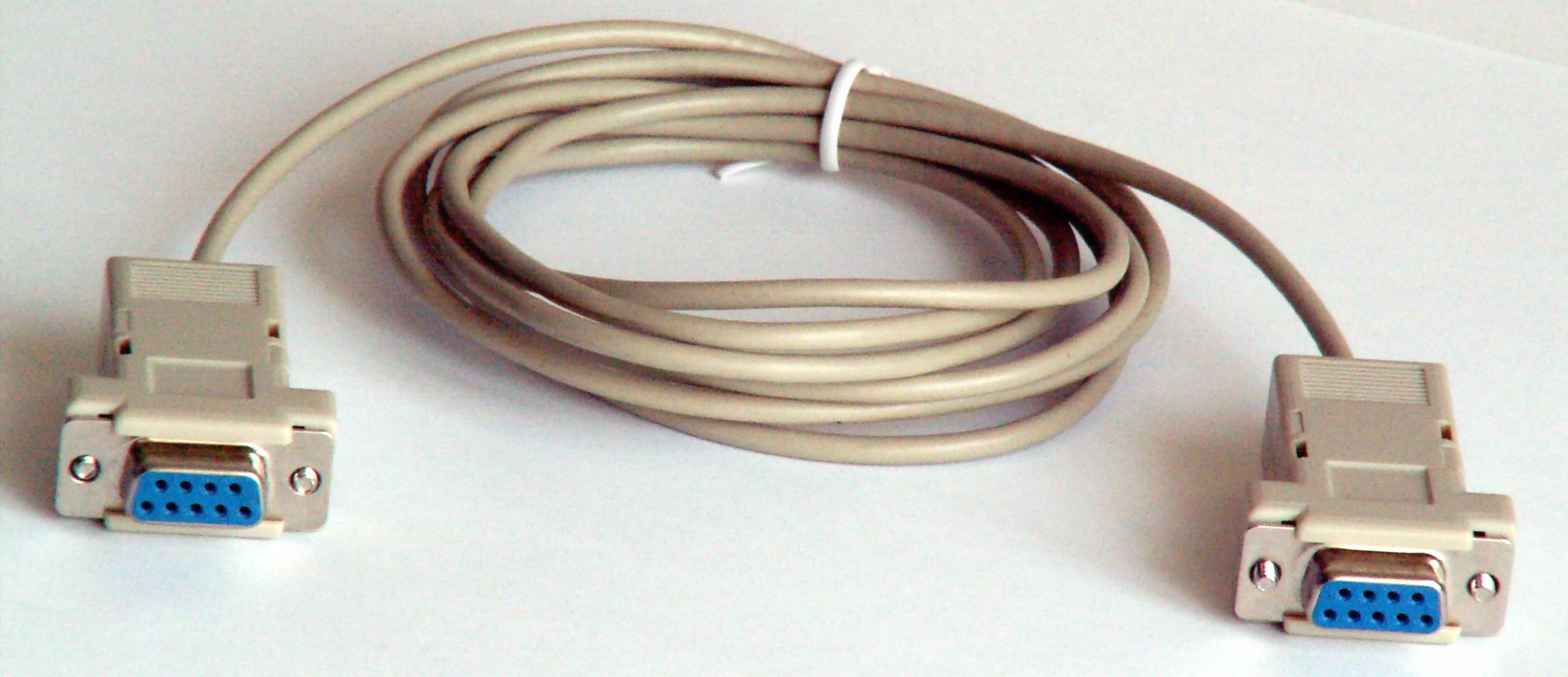
Ein typisches Nullmodem-Kabel

Als Nullmodem-Kabel wird ein Kabel bezeichnet, das zwei Computer über die serielle Schnittstelle (RS-232 bzw. EIA-232) miteinander verbindet. Im Unterschied zu einem seriellen Standardkabel, das einen Computer mit einem Modem verbindet, müssen hier verschiedene Leitungen gekreuzt werden (z. B. Receive Data und Transmit Data, Pin 2 und 3 der Buchsen). Im Bereich der Ethernet-Netzwerktechnik nennt man das Pendant Crosskabel.
Der Name Null-Modem (engl. für kein Modem im Sinne von Modem entfallen) rührt daher, dass Computer (Datenendeinrichtungen, DEE) auf lange Distanz oft über Modems miteinander verbunden werden, die traditionellerweise jeweils über eine serielle Schnittstelle mit dem Computer verbunden sind. Bei einer direkten Verbindung, bei der die Computer nur wenige Meter voneinander entfernt stehen, können die Modems entfallen und durch ein Nullmodemkabel ersetzt werden.
Ein Nullmodem-Kabel hat beidseitig weibliche (female) D-Sub-Steckverbinder.

## Verwendung und Geschichte
Über eine Nullmodemverbindung, d. h. eine direkte serielle Verbindung, können die beiden beteiligten Rechner Daten austauschen, was vor allem zu Zeiten der Anfänge der Personal-Computer in den 1980er und frühen 1990er Jahren sehr beliebt war. Mit zwei Personal-Computern, auf denen das Betriebssystem DOS läuft, ist auf diese Weise ein Datenaustausch einfach zu bewerkstelligen. Weit verbreitet war beispielsweise das Datenübertragungsprogramm Laplink. Auch zwei Amigas oder Atari ST können mit einem Nullmodem-Kabel verbunden werden. Diese Technik wurde insbesondere von Computerspielen genutzt, um Mehrspieler-Partien zu ermöglichen.
Mit dem zunehmenden Aufkommen von (auch hausinternen) Computernetzwerken (sogenannten LANs) sowie neueren Schnittstellentechniken wie USB oder Firewire wurde die schmalbandige Nullmodem-Verbindung zunehmend unattraktiv, da über diese neuen Verbindungsmöglichkeiten Daten wesentlich schneller und auch zwischen mehr als nur zwei Computern übertragen werden können.
Auch heute noch werden Nullmodem-Kabel genutzt, vorwiegend im Bereich der eingebetteten Systeme, d. h. Computersystemen, die über zu wenig Rechenleistung zur Kontrolle von Hochgeschwindigkeits-Controllern für USB oder Ethernet verfügen oder bei denen der Einbau eines solchen Controllers zu teuer wäre, z. B. bei Anwendungen, die nur wenige Daten übertragen oder wenn die Schnittstelle nur selten benutzt wird. Typischerweise sind das Set-Top-Boxen wie Satellitenfernsehempfänger oder DVD-Abspielgeräte, die über eine serielle Schnittstelle zum Aktualisieren ihrer Firmware verfügen. Sofern diese Geräte mit verkleinerten bzw. vereinfachten Hauptplatinen von Computern ausgestattet sind und dementsprechend einen seriellen Anschluss mit DEE-Pinbelegung haben, benötigt man, wie zur Verbindung mit einem anderen Computer, ein Nullmodem-Kabel.

## Aufbau eines Standard-Nullmodem-Kabels
Hier handelt es sich um ein vollbeschaltetes Nullmodem-Kabel, mit dem auch ein Hardware-Handshake durchgeführt werden kann.

### Kabel mit zwei 9-poligen D-Sub-Buchsen
| Bezeichnung Stecker 1 | DCD, DSR | RxD | TxD | DTR      | GND | RTS | CTS |
| Pin Stecker 1         | 1 und 6  | 2   | 3   | 4        | 5   | 7   | 8   |
| Pin Stecker 2         | 4        | 3   | 2   | 1 und 6  | 5   | 8   | 7   |
| Bezeichnung Stecker 2 | DTR      | TxD | RxD | DCD, DSR | GND | CTS | RTS |

Die Schutzmasse (= Abschirmung) ist nicht aufgeführt.
Für die einfachste Variante eines Nullmodem-Kabels, das Hardware-Handshake unterstützt, genügt es, RxD mit TxD und RTS mit CTS jeweils zu kreuzen und eine Masse-Verbindung herzustellen. Die übrigen Leitungen werden meist nur im Wirkbetrieb mit einem externen Gerät benötigt.
Die Kreuzungen der Verbindungen sind symmetrisch, d. h. das Vertauschen der beiden Kabelenden ändert nichts an der Funktionsweise. Das Kabel selbst jedoch ist, dem EIA-232-Standard entsprechend, elektrisch gesehen unsymmetrisch.

### Kabel mit einer 9- und einer 25-poligen D-Sub-Buchse
| Bezeichnung | DCD, DSR | RxD | TxD | DTR      | GND | RTS | CTS | RI |
| 9-polig     | 1 und 6  | 2   | 3   | 4        | 5   | 7   | 8   | 9  |
| 25-polig    | 20       | 2   | 3   | 6 und 8  | 7   | 5   | 4   | 22 |
| Bezeichnung | DTR      | TxD | RxD | DSR, DCD | GND | CTS | RTS | RI |

Beim 25-poligen Stecker wird die Abschirmung des Kabels zusätzlich auf Pin 1 angelegt. Damit liegt die Signalerde auf der Betriebserde (Kabelschirm), was aber in der Regel nicht notwendig ist. Es genügt meist, die Abschirmung an das Metallgehäuse des Steckers zu löten.
Mit einem solchen Kabel ist z. B. die Datenübertragung zwischen einem Amiga und einem PC möglich.

### Adapter-Stecker
Adapter-Stecker, die von 9-poligem Stecker auf 25-polige Buchse, oder 9-poliger Buchse auf 25-poligen Stecker umsetzen, haben folgende Belegung:
| 9-polige Seite  | Shield | 3   | 2   | 7   | 8   | 6   | 5   | 1   | 4   | 9  |
| Bezeichnung     | Shield | TxD | RxD | RTS | CTS | DSR | GND | DCD | DTR | RI |
| 25-polige Seite | 1      | 2   | 3   | 4   | 5   | 6   | 7   | 8   | 20  | 22 |

Die Verbindung eines solchen Adapter-Steckers mit einem Standard-Nullmodel-Kabel mit zwei 9-poligen D-Sub-Buchsen entspricht somit dem oben gezeigten 9- zu 25-poligen Nullmodem-Kabel.

## Aufbau eines Nullmodem-Kabels ohne Hardwareflusskontrolle
| Bezeichnung Stecker 1 | DCD | RxD | TxD | DTR | GND | DSR,RI  | RTS,CTS  |
| Pin Stecker 1         | 1   | 2   | 3   | 4   | 5   | 6 und 9 | 7 und 8  |
| Pin Stecker 2         | 1   | 3   | 2   | 4   | 5   | 6 und 9 | 7 und 8  |
| Bezeichnung Stecker 2 | DCD | TxD | RxD | DTR | GND | DSR,RI  | RTS, CTS |

Die mehrfachen Einträge eines Pins kennzeichnen Brücken, durch die normalerweise nur die Pins eines Stecker miteinander verbunden sind, ohne Verbindung zu einem der Pins der Gegenseite.
In diesem Fall ergeben sich so die folgenden beiden Brücken: Pin 6 an Pin 9, Pin 7 an Pin 8.
Durch die Verbindung von Pin 7 und Pin 8 wird die Hardwareflusskontrolle ausgehebelt, wodurch beide Seiten ohne Rücksicht auf den Eingangspuffer der Gegenseite senden. Das kann erforderlich sein, falls eines der beiden angeschlossenen Geräte keine Hardwareflusskontrolle unterstützt.
Neben den obigen Varianten gibt es im Handel noch weitere. Da die Kabel meist ohne Dokumentation verkauft werden, kann man die Variante oft nur mit Hilfe eines Durchgangsprüfers feststellen.

## Aufbau eines 3-Draht-Nullmodem-Kabels mit 9-poligen D-Sub-Buchsen
Hier handelt es sich um ein minimales Nullmodemkabel. Damit ist aber kein Hardware-Handshake möglich.

| Bezeichnung Stecker 1 | RxD | TxD | GND |
| Pin Stecker 1         | 2   | 3   | 5   |
| Pin Stecker 2         | 3   | 2   | 5   |
| Bezeichnung Stecker 2 | TxD | RxD | GND |

## Nullmodem-Adapter

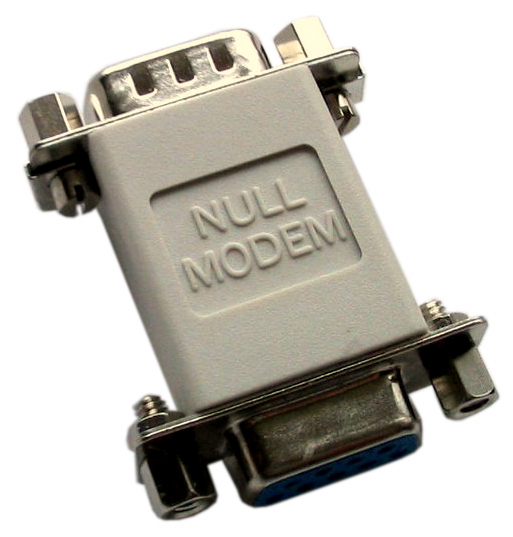
Ein Nullmodem-Adapter

Neben den Kabeln gibt es auch Nullmodem-Adapter, die aus einem 1:1-verbundenen seriellen Standardkabel ein Nullmodemkabel machen. Sie haben beidseitig weibliche Steckverbinder und kreuzen die oben erwähnten Leitungen.

## Legende der Pinbezeichnungen (9-polig)
| Pin | Kurzbezeichnung | Bezeichnung         | Signalrichtung               | Beschreibung                                                                                   |
| --- | --------------- | ------------------- | ---------------------------- | ---------------------------------------------------------------------------------------------- |
| 1   | DCD             | Data Carrier Detect | Übertragungsgerät → Endgerät | Datenträgersignal wurde vom Übertragungsgerät (z. B. Modem) erfasst                            |
| 2   | RxD             | Receive (x) Data    | Übertragungsgerät → Endgerät | Leitung, die am Endgerät (z. B. PC) ein Datenbit vom Übertragungsgerät (z. B. Modem) empfängt  |
| 3   | TxD             | Transmit (x) Data   | Endgerät → Übertragungsgerät | Leitung, die vom Endgerät (z. B. PC) ein Datenbit zum Übertragungsgerät (z. B. Modem) sendet   |
| 4   | DTR             | Data Terminal Ready | Endgerät → Übertragungsgerät | Endgerät (z. B. PC) ist funktionsbereit                                                        |
| 5   | GND             | Ground („Masse“)    | keine                        | Bezugspotential zu 0 V                                                                         |
| 6   | DSR             | Data Set Ready      | Übertragungsgerät → Endgerät | Übertragungsgerät (z. B. Modem) ist funktionsbereit                                            |
| 7   | RTS             | Request To Send     | Endgerät → Übertragungsgerät | Endgerät (z. B. PC) zeigt an, dass die Gegenstelle senden soll (Sendeanforderung)              |
| 8   | CTS             | Clear To Send       | Übertragungsgerät → Endgerät | Übertragungsgerät (z. B. Modem) zeigt Empfangsbereitschaft an (Sendeerlaubnis)                 |
| 9   | RI              | Ring Indicator      | Übertragungsgerät → Endgerät | Übertragungsgerät (z. B. Modem) empfängt ein Klingel- oder Anrufzeichen auf der Telefonleitung |

## Nachteile
Der Nachteil dieser seriellen Verbindung ist, dass alle Signale nur eine gemeinsame Masse haben und es so bei sehr langen Leitungen zu Übertragungsstörungen kommen kann.
Dies kann dann nur durch sehr langsame Übertragung umgangen werden.
Modernere serielle Verbindungen (RS422, RS485, Ethernet, SATA, USB, HDMI …) verwenden deswegen immer eine symmetrische Signalübertragung mit zwei gegensätzlichen Datenleitungen plus Masse pro Signal.